# Dobro (ort i Bosnien och Hercegovina)
Dobro är en ort i Bosnien och Hercegovina.   Den ligger i entiteten Federationen Bosnien och Hercegovina, i den sydvästra delen av landet, 100 km väster om huvudstaden Sarajevo. Dobro ligger 834 meter över havet och antalet invånare är 789.
Terrängen runt Dobro är huvudsakligen kuperad, men den allra närmaste omgivningen är platt.Närmaste större samhälle är Livno, 5,6 km nordväst om Dobro. 
Trakten runt Dobro består till största delen av jordbruksmark. Runt Dobro är det ganska tätbefolkat, med 93 invånare per kvadratkilometer.